# Craig Roberts
Pour les articles homonymes, voir Roberts.
Craig Haydn Roberts, né le 21 janvier 1991 à Newport au pays de Galles, est un acteur et réalisateur britannique.

## Biographie
Craig Roberts grandit dans le village de Maesycwmmer, dans le county borough de Caerphilly.
Il est surtout connu pour avoir tenu le rôle principal d'Oliver Tate dans Submarine, une  comédie dramatique sur le passage à l'âge adulte, et le personnage de Rio dans la série télévisée The Story of Tracy Beaker (en) (2004-2006).

## Filmographie partielle

### Comme acteur

#### Au cinéma
- 2006 : Scratching : Mike
- 2010 : Submarine : Oliver Tate
- 2011 : Jane Eyre : John Reed
- 2012 : Red Lights : Ben
- 2012 : The First Time : Simon Daldry
- 2012 : Comes a Bright Day : Sam Smith
- 2013 : The Double : Young Detective
- 2014 : Once Upon a Time in London : Elliott
- 2014 : Premature : Stanley
- 2014 : Nos pires voisins : Assjuice
- 2014 : 22 Jump Street : Spencer
- 2014 : Jolene: The Indie Folk Star Movie : Benny
- 2014 : Sunday Roast : Arthur Bird
- 2015 : Just Jim (en) : Jim
- 2015 : Kill Your Friends : Darren
- 2016 : The Fundamentals of Caring
- 2019 : Tolkien de Dome Karukoski : Sam

#### À la télévision
- 2004–2005 : The Story of Tracy Beaker (en) : Rio Wellard
- 2011-2012 : Being Human : La Confrérie de l'étrange : Adam (série télévisée, saisons 3 et 4, 2 épisodes)
- 2013 : Skins : Dominic (2 épisodes)
- 2014 : Red Oaks : David Myers
- 2023 : Still Up : Danny

#### Clips
- 2012 : Here with Me chanson du groupe The Killers réalisé par Tim Burton

### Comme réalisateur et scénariste
- 2015 : Just Jim (en) : réalisateur et scénariste
- 2019 : Eternal Beauty (en) : réalisateur et scénariste
- 2021 : The Phantom of the Open (en) : réalisateur
- 2025 : The Scurry : réalisateur